# Golem
En golem (af hebraisk gelem ((גלם) = råstof) er en mytisk skikkelse, en levende skabning fremstille af dødt materiale, og givet liv ved en mystisk proces, der indebærer Guds hemmelige navn. Den bedst kendte golem i jødisk folketro blev skabt af rabbi Yehudah Löw fra Prag i 1580 for at beskytte hans jødiske menighed under pogromer. Fra norrøn mytologi kendes Mokkurkalfe, skabt af ler.
Idéen om golem - at blæse menneskelignende liv i livløst materiale - inspirerede praktiserere af kabbala, både jøder og andre, fra Spanien til Tyskland helt tilbage i 1100-tallet. De første praktiske opskrifter på at skabe en golem findes i kommentarer til Sefer Yetzirah (Bogen om skabelse). Oprindeligt var frembringelsen af en golem en måde, hvorpå middelalderens jødiske mystikere kom Gud nærmere.
I Bibelen anvendes ordet "golem" én gang, i salme 139, vers 16, og oversat med "foster": "Da jeg endnu var foster, havde du mig for øje; alle dagene stod skrevet i din bog, de var formet, før en eneste af dem var kommet." Det ældste bevarede sagn om en golem er fra 1500-tallets Chełm sydøst for Lublin i Polen.

## Golem i Prag
Rabbi Löw blev sagt at have haft en drøm, hvor han fik beskeden: "Lav en skabning af mudder til hjælp mod dine fjender!" Kort tid efter gik han en aften sammen med to andre lærde i hvide kapper gennem byen. Om morgenen nåede de stedet i nærheden af floden Vltava, hvor de fandt det fine, rigtige mudder til at forme en stor, tung mandsskikkelse af. Bagefter fik rabbien de to til at gå syv gange omkring golemmen, mens han fremsagde hellige ord. Under dette ritual tørrede figuren og forvandledes til glødende jern. En elev udførte et lignende ritual, og figuren begyndte at kølne. Til sidst gentog rabbi Löw ritualet, og efter at have fuldført den syvende runde, stak han noget ind i figurens mund. Straks åbnede golemmen øjnene og rejste sig.
For at vække golem til live, måtte rabbi Löw stikke en shem (en lerplade med Guds skjulte navn indridset) ind i dens mund. Han skulle så huske at deaktivere skabningen i sabbaten, for at sikre skabningen den hvile, der er påbudt i jødedommen. Men en gang glemte han det, og golem rasede og hærgede i ghettoen den sabbat. Rabbi Löw fremførte salme 92 i Altneu-synagogen, Europas ældste bevarede synagoge - da han blev afbrudt med besked om det kaos, hans skabning forårsagede. Han fik fat i golem og lykkedes i at fjerne shem fra dens mund, så den segnede livløs om. Golem blev aldrig genoplivet, men angiveligt lagret i synagogens loftsrum, der forblev aflåst i århundreder. Til denne dag fremføres salme 92 to gange under gudstjenester i Prags synagoge. Den tidligst kendte præsentation af dette sagn er fra bogen Der Jüdische Gil Blas, udgivet af Friedrich Korn i 1834.
Journalisten Egon Erwin Kisch (1885-1948), en af kredsen omkring Franz Kafka, var selv en sekulær jøde, hvis familie mente at nedstamme fra rabbi Löw, og Kisch genfandt og genåbnede angiveligt loftsrummet over synagogen - uden at finde det mindste spor efter en golem.

## I underholdningsverdenen
Golem indgår som et baggrundstema i Gustav Meyrinks roman af samme navn, der foregår i Prag. Figuren er desuden titelfigur i stumfilmen Golem fra 1915, efterfulgt af nok en Golem fra 1920, hvor det kunstige menneske kommer ud af kontrol og forårsager mange ulykker.
Figuren er blevet adapteret af fantasy-genren og optræder også i bøger, rollespil, film og et The Simpsons-afsnit og i Heroes of Might and Magic III. Figuren omtales i Inglourious Basterds.